# Municipio de Shermanville
El municipio de Shermanville (en inglés: Shermanville Township) es un municipio ubicado en el condado de Sherman en el estado estadounidense de Kansas. En el año 2010 tenía una población de 27 habitantes y una densidad poblacional de 0,15 personas por km².

## Geografía
El municipio de Shermanville se encuentra ubicado en las coordenadas 39°28′55″N 101°33′28″O / 39.48194, -101.55778. Según la Oficina del Censo de los Estados Unidos, el municipio tiene una superficie total de 185.07 km², de la cual 185,07 km² corresponden a tierra firme y (0 %) 0 km² es agua.

## Demografía
Según el censo de 2010, había 27 personas residiendo en el municipio de Shermanville. La densidad de población era de 0,15 hab./km². De los 27 habitantes, el municipio de Shermanville estaba compuesto por el 92,59 % blancos, el 3,7 % eran de otras razas y el 3,7 % eran de una mezcla de razas. Del total de la población el 7,41 % eran hispanos o latinos de cualquier raza.